# Robert Fiala
Robert Fiala (* 29. července 1971) je bývalý český fotbalista, útočník.

## Fotbalová kariéra
Hrál za SKP Union Cheb, SK Sigma Olomouc a FK Dukla Praha. V lize odehrál 101 zápasů a vstřelil 14 branek. V Poháru UEFA nastoupil za Olomouc ve 3 utkánich a dal 1 gól.